# Skandinaviska kåren

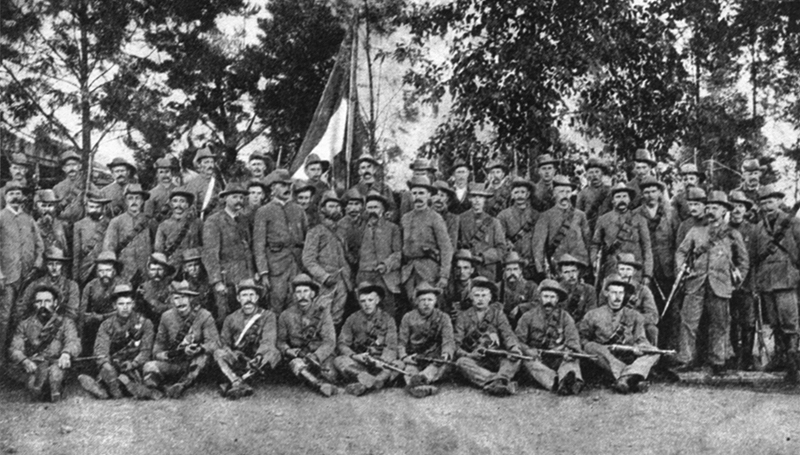
Frivilliga från Finland och Skandinavien under boerkriget.

Skandinaviska kåren var en militär enhet som grundades av järnvägsingenjören Christer Uggla vid andra boerkrigets utbrott 1899, och ingick i boerrepubliken Transvaals armé. Kåren bestod av 114 man inklusive befäl varav 46 från Sverige, 13 från Norge 24 från Danmark,18 från Finland, 7 från Tyskland, 4 från Holland, 1 från Ryssland, och 1 från Italien. Av soldaterna var det ingen som hade detta som yrke, utan många var sjömän. Till kåren anslöts en ambulansavdelning omfattande 4 män och 4 kvinnor under läkaren Wilhelm Biedenkap från Oslo.
Kåren leddes av kapten Johannes Flygare (svensk från Natal) samt löjtnanterna Erik Stålberg (Delsbo) och William Baerentsen (Köpenhamn). Av dessa hade endast Stålberg militär bakgrund.
Kåren deltog vid belägringen av Mafeking i oktober och november samt i slaget vid Magersfontein 10–11 december 1899, där den drabbades av svåra förluster, när man mötte flera skotska elitregementen i Höglandsbrigaden i väldigt numerärt underläge. Boersoldaterna var förskansade i skyttegravar och tillfogade de framryckande britterna ett svårt nederlag; skandinaverna låg emellertid posterade cirka 1 500 meter framför huvudlinjen. De stupade begravdes på plats, och flera monument restes där. På ett står "De kunde icke vika blott falla kunde de". Skandinaverna som tillfångatogs fördes via marinbasen Simonstown till Ceylon eller fängelseön Sankta Helena. Efter slaget tillfördes kåren 20 man och dansken Jens Friis utsågs till kapten och chef efter den stupade Flygare. Kåren ingick i de boerstyrkor under general Cronjé som kapitulerade vid Paardeberg i februari 1900. 

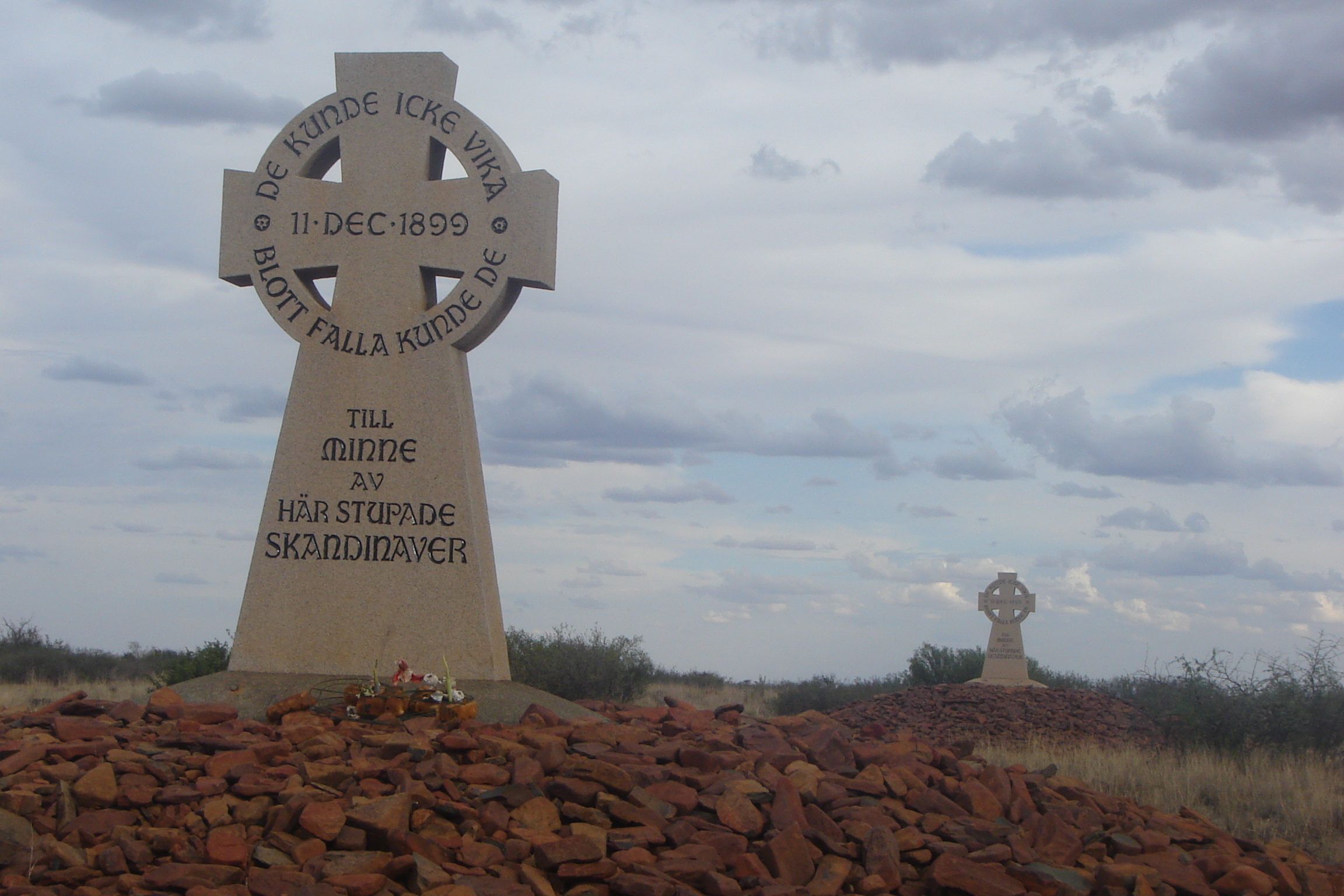
Skandinaviska monumentet i Magersfontein.

Boergeneralen Cronjé rapporterade efter det vunna slaget vid Magersfontein: "Näst Gud har (boer)republikerna Skandinaviska kåren att tacka för segern". Kring kårens bedrifter uppstod också tidigt en nationalistisk hjältekult i Norden, som mot bakgrund av tidens händelser levde kvar ända fram till andra världskriget.